# Albizia sinaloensis
Albizia sinaloensis är en ärtväxtart som beskrevs av Nathaniel Lord Britton och Joseph Nelson Rose. Albizia sinaloensis ingår i släktet Albizia och familjen ärtväxter. Inga underarter finns listade i Catalogue of Life.